# Rufrio Crispino
Rufrio Crispino (in lingua latina: Rufrius Crispinus; Egitto, ... – Sardegna, 66) fu un prefetto del pretorio durante il regno di Claudio.

## Biografia
Crispino era probabilmente originario dell'Egitto poiché lo scrittore satirico Decimo Giunio Giovenale si riferisce a lui come appartenente alla feccia del Nilo. Correva la diceria che fosse arrivato a Roma in barca per commerciare pesce.
Durante il regno dell'imperatore Claudio fu designato maggiore della Guardia Pretoriana. Nel 47 arrestò Decimo Valerio Asiatico e ottenne le insegne di pretore e un compenso di un milione e mezzo di sesterzi. Nel 50 l'imperatrice Giulia Agrippina Augusta sollevò dall'incarico Crispino e Lusio Geta, sostituendoli con Sesto Afranio Burro, ritenendo che i due potessero essere rimasti fedeli alla memoria di Messalina.
Crispino fu il primo marito della futura imperatrice Poppea Sabina, con la quale ebbe un figlio chiamato come lui. Nel 58 Nerone si innamorò di Poppea Sabina, in quel periodo sposata col futuro imperatore Otone, e obbligò quest'ultimo a divorziare. L'essere stato marito di Poppea Sabina rese Crispino inviso a Nerone: l'imperatore, col pretesto di un possibile coinvolgimento di Rufrio Crispino alla congiura di Pisone (65), dapprima lo esiliò in Sardegna e poco dopo ne ordinò l'esecuzione; ma Crispino lo prevenne suicidandosi. Anche il figlio di Crispino fu assassinato per ordine di Nerone mentre stava pescando. Poppea, l'ex-moglie di Crispino,  morì, a Roma oppure nella sua villa di Oplontis, alle falde del Vesuvio, a causa di un incidente di gravidanza e non, com'è opinione comune, a causa di un calcio sferratole, mentre era incinta, dal marito irritato per un suo commento fatto su una commedia recitata da Nerone stesso .